# Back on My B.S.
Back on My B.S. – ósmy solowy album amerykańskiego rapera Busty Rhymesa. Został wydany 19 maja 2009. Gościnnie pojawiają się m.in. Lil Wayne, Jadakiss, T-Pain, T.I., Akon i inni.

## Lista utworów
Opracowano na podstawie źródła.
| #  | Tytuł                         | Gościnnie                                      | Producent         | Czas |
| -- | ----------------------------- | ---------------------------------------------- | ----------------- | ---- |
| 1  | „Intro / Wheel of Fortune”    |                                                | DJ Scratch        | 3:24 |
| 2  | „Give Em What They Askin for” |                                                | Ron Browz         | 3:24 |
| 3  | „Respect My Conglomerate”     | Lil Wayne, Jadakiss                            | Focus...          | 3:34 |
| 4  | „Shoot for the Moon”          |                                                | Danja             | 3:20 |
| 5  | „Hustler’s Anthem ’09”        | T-Pain                                         | Ty Fyffe          | 4:29 |
| 6  | „Kill Dem”                    | Pharrell, Tosh                                 | Pharrell Williams | 3:58 |
| 7  | „Arab Money”                  | Ron Browz                                      | Ron Browz         | 2:45 |
| 8  | „I’m a Go and Get My...”      | Mike Epps                                      | DJ Scratch        | 4:54 |
| 9  | „We Want In”                  | Ron Browz, Spliff Star, Show Money             | King Karnov       | 3:11 |
| 10 | „We Miss You”                 | DeMarco, Jelly Roll                            | Needlz            | 5:02 |
| 11 | „Sugar”                       | Jelly Roll                                     | Jelly Roll        | 4:05 |
| 12 | „Don’t Believe Em”            | Akon, T.I.                                     | Cool & Dre        | 3:49 |
| 13 | „Decision”                    | Jamie Foxx, Mary J. Blige, John Legend, Common | Mr. Porter        | 4:28 |
| 14 | „World Go Round”              | Estelle                                        | Jelly Roll        | 3:51 |

### Dodatkowe utwory
| #  | Tytuł                            | Gościnnie  | Producent    | Czas |
| -- | -------------------------------- | ---------- | ------------ | ---- |
| 15 | „If You Don’t Know Now You Know” | Big Tigger | Focus...     | 4:58 |
| 16 | „How You Really Want It”         | Jesse West | Dready Beats | 4:57 |